# Lasiodictis melistoma
Lasiodictis melistoma är en fjärilsart som beskrevs av Edward Meyrick 1912. Lasiodictis melistoma ingår i släktet Lasiodictis och familjen plattmalar. Inga underarter finns listade i Catalogue of Life.